# 夜泣き婆

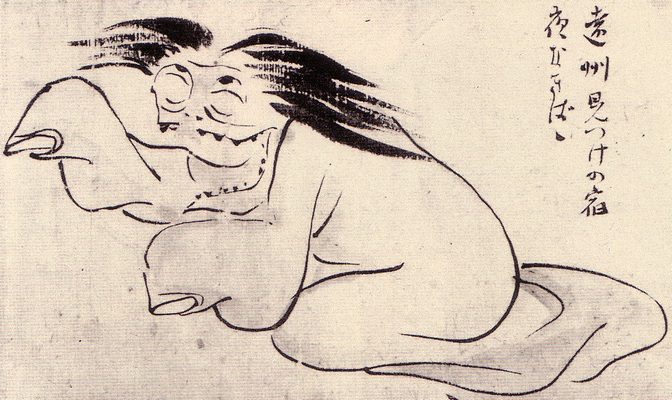
与謝蕪村『蕪村妖怪絵巻』より「遠州見つけの宿 夜泣きばばあ」

夜泣き婆（なきばばあ）は、与謝蕪村による妖怪絵巻『蕪村妖怪絵巻』にある遠州の妖怪。

## 概要
遠州の見附宿（現・静岡県磐田市）に現れたとされるもので、憂いのある家の前にこの妖怪が現れて泣くと、人々は皆、それにつられて涙するという。これが数回繰り返されると、その家には必ず不幸があるという。妖怪研究家・湯本豪一はこれを、疫病神に近いものとしている。また妖怪漫画家・水木しげるは、不幸がやって来ることを知らせる役目も持つものとしている。
また水木の著書には泣き婆（なきばばあ）の名で記載されている。それによれば、遠州以外の地方でも葬儀の際に現れており、亡くなった人の家族でもないのに、まるで喪主のように大声を張り上げて泣き、参列者たちの涙を誘うという。かつてはこうした泣婆は、葬儀の場から謝礼として何升もの米を受取っていたのだという。